# Veľké Dravce
Veľké Dravce (węg. Nagydaróc) – wieś (obec) na Słowacji położona w kraju bańskobystrzyckim, w powiecie Łuczeniec. Pierwsze wzmianki o miejscowości pochodzą z roku 1350.
Według danych z dnia 31 grudnia 2012, wieś zamieszkiwało 666 osób, w tym 335 kobiet i 331 mężczyzn.
W 2001 roku rozkład populacji względem narodowości i przynależności etnicznej wyglądał następująco:
- Słowacy – 23,35%
- Czesi – 0,48%
- Romowie – 2,42%
- Ukraińcy – 0,16%
- Węgrzy – 73,27%

Ze względu na wyznawaną religię struktura mieszkańców kształtowała się w 2001 roku następująco:
- Katolicy rzymscy – 91,79%
- Ewangelicy – 3,06%
- Ateiści – 3,38%
- Nie podano – 1,13%